# Іхтіаров Юрій Дмитрович

Юрій Іхтіаров і Лесь Танюк, 1995.

Юрій Дмитрович Іхтіаров (15 квітня 1924, Донецьк, Україна — 1 травня 2006, Клівленд, Огайо, США) — борець за незалежність України у ХХ сторіччі, український громадський і політичний діяч діаспори США, інженер.

## Біографія
З 1944 р. — на еміграції.
Середню і вищу освіту здобув у Німеччині. Бакалаврат з машинобудування — у 1951 р. в Боннському університеті.
З 1952 р. — у США, Філадельфія, з 2003 — Ашбурн, Вірджинія.
Одружився в 1960 році з Раїсою Коваленко з Кіровоградщини, яка закінчила гімназію і здобула вищу фармацевтичну освіту в Мюнхені.
Спочатку працював у компанії, що виробляла ізолятори, потім у фірмі SKF, а в 1956 році, як інженер-конструктор у фірмі FMC. У цій фірмі Юрій пропрацював двадцять сім з половиною років.
У 1991 році Ю. Іхтіаров відійшов від справ на пенсію і повністю присвятив себе громадсько-політичній праці.
Довголітній діяч ОДУМ. Член секретаріату УРДП (з 1985), УАКРади (з 1982) та член ресорту внутрішніх справ уряду УНР в екзилі (1989—1992).
Член Метрополітальної Громади Філадельфії.
У 1990-і роки відвідував Україну, зокрема, свій рідний Донецьк.
Похований 13 травня 2006 р. на українському православному цвинтарі св. Андрія Первозваного у Саут-Баунд-Бруці.

## Юрій Іхтіаров про передачу клейнодів УНР очільникам незалежної України в 1991 році
«Спочатку нам пропонували, щоб делегація уряду УНР (на вигнанні) складалася з 10 осіб, щоб передача відбулася в кабінеті президента та щоб ми пробули в Україні яких чотири — п'ять днів. Але ми настояли на тому, що делегація складатиметься з 50 осіб, щоб місце урочистості було в палаці „Україна“ та щоб нам не обмежували часу перебування в Україні. Несподівано для нас все відбулося в Маріїнському палаці. Патріарх Мстислав передав голові Верховної Ради Іванові Плющеві, як представникові українського народу, клейнод президента УНР (золотий ланцюг з нагрудною іконою, яка належала гетьманові Іванові Мазепі). Прем'єр-міністр проф. Іван Самійленко передав президентові Кравчукові печатку ДЦ УНР, Голова УНРади проф. Михайло Воскобійник — комплект творів Михайла Грушевського, а я — також президентові Кравчукові — прапор УНР».

## Нагороди
- Почесна грамота Прем'єр-міністра України (підпис В.Ющенка). У грамоті: «Нагороджується Юрій Іхтіаров за довголітню самовіддану працю на користь української громади у США та на благо незалежної України.»